# Полохачев
Полохачев (укр. Полохачів) — село на Украине, находится в Овручском районе Житомирской области.
Код КОАТУУ — 1824286206. Население по переписи 2001 года составляет 307 человек. Почтовый индекс — 11132. Телефонный код — 4148. Занимает площадь 0,73 км².

## Адрес местного совета
11132, Житомирская область, Овручский р-н, с. Покалев